# Атітлан (озеро)
Озеро Атітлан (ісп. Lago de Atitlán) — безстічне озеро в горах на південному заході Гватемали, за 145 км на захід від столиці країни. Хоча озеро і вважається найглибшим в Центральній Америці, його точна максимальна глибина залишається невідомою. За оцінками, вона становить 340 м. Утворилося в результаті вулканічної діяльності, шляхом загати вулканічним попелом долини. Площа 130,1 км². Озеро оточують три ескарпи та три вулкани (Атітлан, Толіман та Сан-Педро) на півдні. У воді озера присутні ціанобактерії.
Береги озера населені індіанцями мая. Основні населені пункти — Панахачель, Атітлан і Сан-Лукас — приваблюють туристів і антропологів. Назва озера перекладається з мови мая як: «місце, де веселка знаходить кольори».